# Elasmus senegalensis
Elasmus senegalensis är en stekelart som beskrevs av Jean Risbec 1951. Elasmus senegalensis ingår i släktet Elasmus och familjen finglanssteklar.
Artens utbredningsområde är:
- Kamerun.
- Senegal.

Inga underarter finns listade i Catalogue of Life.